# Фігеруела-де-Арріба
Фігеруела-де-Арріба (ісп. Figueruela de Arriba) — муніципалітет в Іспанії, у складі автономної спільноти Кастилія-і-Леон, у провінції Самора. Населення — 414 осіб (2010).

## Географія
Муніципалітет розташований на португальсько-іспанському кордоні.
Муніципалітет розташований на відстані близько 280 км на північний захід від Мадрида, 70 км на північний захід від Самори.
На території муніципалітету розташовані такі населені пункти: (дані про населення за 2010 рік)
- Фігеруела-де-Абахо: 89 осіб
- Фігеруела-де-Арріба: 105 осіб
- Флечас: 16 осіб
- Гальєгос-дель-Кампо: 90 осіб
- Мольдонес: 51 особа
- Ріомансанас: 45 осіб
- Вільяріно-де-Мансанас: 18 осіб

## Демографія
Динаміка населення (INE ):